# François Bourgeon

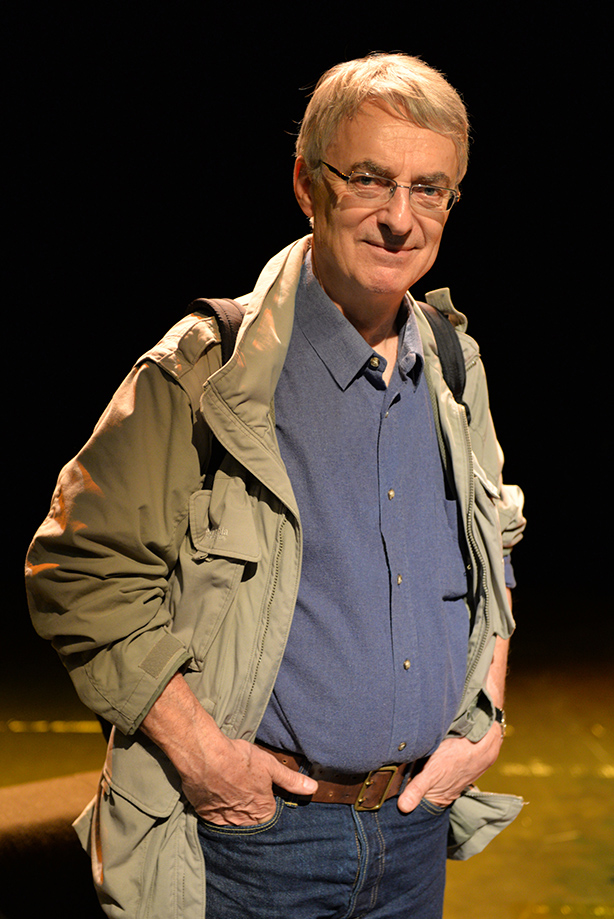
François Bourgeon im Oktober 2014

François Bourgeon (* 5. Juli 1945 in Paris) ist ein französischer Comiczeichner.
Ursprünglich an der Pariser Ecole des Métiers d'Art zum Glasmaler ausgebildet, kam François Bourgeon Anfang der 1970er-Jahre über den Kontakt mit der Jugendzeitschrift Lisette zum Comiczeichnen. Weitere kleinere Aufträge für ähnliche Magazine folgten, ehe er 1976 zusammen mit dem Szenaristen Robert Génin seine erste Serie Brunelle et Colin (dt. Britta und Colin) begann. 1979 gelang ihm mit dem historischen Zyklus Les Passagers du vent (dt. „Reisende im Wind“) der Durchbruch in der frankobelgischen Comicszene. Heute lebt er in Cornouaille (Bretagne).

## Stil
François Bourgeons Zeichnungen sind im Allgemeinen einem realistischen Stil verpflichtet, allerdings mit den für Comics typischen Stilisierungstendenzen. Für seine beiden großen historischen Serien Reisende im Wind (RiW) und Die Gefährten der Dämmerung (GdD; im Original Les Compagnons du Crépuscule) hat er umfangreiche kostüm-, bau- und militärgeschichtliche Studien betrieben. Daneben hat er selbst zahlreiche Modelle als Referenzen für seine Zeichenarbeit hergestellt – etwa das (fiktive) mittelalterliche Schloss Montroy (GdD), einige Gebäude aus dem Science-Fiction-Zyklus Cyann, lebensgroße Kopfmodelle von dem 'Ritter ohne Namen' (GdD) und Zabo (RiW) und noch anderes mehr.
Bourgeons Zeichenstil hat im Laufe der Jahre eine stete Veränderung durchlaufen – von der simplen Technik in Brunelle et Colin bis hin zu den ausgefeilten graphischen Tableaus in den letzten beiden Bänden des ersten RiW-Zyklus. Am einschneidendsten war für ihn selbst allerdings die Tatsache, dass vor einigen Jahren die Produktion der Zeichenfedern eingestellt wurde, die er bis dahin für das Tuschen der Bleistiftentwürfe benutzt hatte. Bourgeon suchte einen zufriedenstellenden Ersatz, fand ihn aber nicht. Also änderte er das gesamte Verfahren. Er begann, mit Finelinern, Filzstiften mit unterschiedlich dicken Spitzen, zu zeichnen. Dafür musste er jedoch großformatiger arbeiten als bisher, denn nur so war es möglich, der Dynamik und Lebendigkeit einer mit der Feder gezeichneten Linie nahezukommen. Die Umstellung des Zeichenmaterials und deren stilistische Folgen sind im dritten Band des Cyann-Zyklus anschaulich dokumentiert. Die eine Hälfte des Albums ist noch mit der Feder gezeichnet, die andere hingegen schon mit Finelinern.
Für die Koloration seiner Tuschezeichnungen benutzt Bourgeon in der Regel farbige Tuschen unterschiedlicher Hersteller, etwa die Aquarelltusche Colorex der französischen Marke Pebeo oder flüssige Acrylfarben von Daler-Rowney. Kennzeichnend für seine Farbgebung ist vor allem die herrliche Sattheit und Leuchtkraft der Farben, die immerzu an Bourgeons ursprüngliche Tätigkeit als Glasmaler erinnert.
Einflussreich waren vor allem Bourgeons Neuerungen auf dem Gebiet der Bilddramaturgie des Comics. Als er die Comic-Szene betrat, war die Seitenaufteilung des Mediums noch weitgehend konventionell: Die einzelnen Panels folgten linear aufeinander. Bourgeon sprengte diese Beschränkung und machte es sich zur Angewohnheit, die Panelgröße je nach erzählerischer Absicht zu verändern. So fügte er beispielsweise kleinere Detailbilder in größere Panoramen ein oder zerschnitt ein und dasselbe Bild in mehrere Panels.
Innovativ für die Comic-Kultur war nicht nur die visuelle Erzählweise Bourgeons: Während die meisten Comic-Serien bis dahin entweder auf Endlosfortsetzungen oder abgeschlossene Episoden ohne Entwicklung der Charaktere ausgerichtet waren, etablierte Bourgeon mit dem auf fünf Alben festlegten ersten Zyklus von Reisende im Wind den epischen Comic-Roman und begründete damit nicht zuletzt die Akzeptanz des Comics als seriöses Erzählmedium in Deutschland.
Auffällig ist, dass in allen Serien Bourgeons Frauen die Hauptrollen besetzen. Diese Frauen sind immer Abenteurerfiguren, also bindungslos, klug, neugierig, selbstbestimmt und bei alledem durchaus auch erotisch. Dahinter steht die Vorstellung, die Frau sei Reisende, Heimatlose in einer von Männern dominierten Welt – ein Modell, das bereits Johann Jakob Christoffel von Grimmelshausen 1670 in seinem kleinen Roman Trutz Simplex oder Lebensbeschreibung der Ertzbetrügerin und Landstörtzerin Courasche dargestellt hat.

## Werke
Brunelle et Colin, nur die ersten beiden Bände, 1979–1980; dt. Britta und Colin
- Band 1: Boten des Verderbens, Carlsen, 1987
- Band 2: Yglinga, Carlsen, 1988

Les Passagers du vent, 9 Bände, 1979–2022; dt. Reisende im Wind
- Band 1: Blinde Passagiere, Carlsen, 1981 [Neuauflage Splitter 2009]
- Band 2: Das Gefangenenschiff, Carlsen, 1981 [Neuauflage Splitter 2009]
- Band 3: Handel mit schwarzer Ware, Carlsen, 1982 [Neuauflage Splitter 2009]
- Band 4: Die Stunde der Schlange, Carlsen, 1982 [Neuauflage Splitter 2010]
- Band 5: Gefährliche Fracht, Carlsen, 1984 [Neuauflage Splitter 2010]
- Band 6: Das Mädchen vom Bois Caïman I, Splitter, 2009
- Band 7: Das Mädchen vom Bois Caïman II, Splitter, 2010
- Band 8: Die Zeit der Blutkirschen I, Splitter, 2019
- Band 9: Die Zeit der Blutkirschen II, Splitter, 2023

Les Compagnons du crépuscule, 3 Bände, 1983–1989; dt. Die Gefährten der Dämmerung
- Band 1: Im Zauber des Nebelwaldes, Carlsen, 1986 [Neuauflage Splitter 2010]
- Band 2: Die drei Augen der blaugrünen Stadt, Carlsen, 1986 [Neuauflage Splitter 2010]
- Band 3: Das Fest der Narren, Carlsen, 1990 [Neuauflage Splitter 2010]

Le Cycle de Cyann, 6 Bände, 1993–2014; dt. Cyann – Tochter der Sterne
Zusammen mit Claude Lacroix
- Band 1: Der sterbende Planet, Carlsen, 1994 [Neuauflage Splitter 2012]
- Band 2: Sechs Monde auf ilO, Carlsen, 1997 [Neuauflage Splitter 2012]
- Sonderband: La clé des confins, Casterman, 1997
- Band 3: Aïeïa von Aldaal, Carlsen, 2005 [Neuauflage Splitter 2013]
- Band 4: Die Farben Marcades, Carlsen, 2007 [Neuauflage Splitter 2013]
- Band 5: Die Korridore der Zwischenzeit, Splitter, 2013
- Band 6: Die sanfte Dämmerung von Aldalarann, Splitter, 2015

Bourgeon als Illustrator
- Von Bourgeon stammen die Illustrationen zum Dornröschen-Märchen La Belle éveillée.[5]

## Film
- Bourgeon. Le passager du vent. Christian Lejalé, Imagine & Co. 2010. DVD, 52 Min.